# Lago Wolziger
El lago Wolziger (en alemán: Wolzigersee) es un lago situado al sureste de la ciudad de Berlín, en el distrito rural de Oder-Spree, en el estado de Brandeburgo (Alemania), a una altitud de 33.7 metros; tiene un área de 579 hectáreas y una profundidad máxima de 13 metros.